# Airotjärnen
Airotjärnen är en sjö i Jokkmokks kommun i Lappland och ingår i Luleälvens huvudavrinningsområde. Sjön har en area på 0,0611 kvadratkilometer och ligger 238 meter över havet.

## Delavrinningsområde
Airotjärnen ingår i det delavrinningsområde (737984-169927) som SMHI kallar för Inloppet i Varjekträsket. Medelhöjden är 265 meter över havet och ytan är 24,48 kvadratkilometer. Det finns inga avrinningsområden uppströms utan avrinningsområdet är högsta punkten. Lagnäsån (Varjekbäcken) som avvattnar avrinningsområdet har biflödesordning 2, vilket innebär att vattnet flödar genom totalt 2 vattendrag innan det når havet efter 148 kilometer. Avrinningsområdet består mestadels av skog (59 procent) och sankmarker (37 procent). Avrinningsområdet har 0,37 kvadratkilometer vattenytor vilket ger det en sjöprocent på 1,5 procent.